# 上海建桥学院
上海建桥学院，法人名称为上海建桥学院有限责任公司，位于上海市浦东新区，创办于2000年4月，是经上海市人民政府批准成立、中国教育部备案的本科层次的民办全日制普通高等学校。也是一所学科涵盖经、管、文、理、工、艺六科的综合性高校。

## 学校概览
学校实行董事会领导下的校长全面负责制，法人治理结构完善，实行科学决策、民主管理。
- Music：一路有你陪伴，建桥
- 办学方针：以人为本、德育为先、依法治校、严格管理
- 办学理念：民营模式、公益性质、人本观念、文化管理
- 办学宗旨：为学生建成才之桥，为教师建立业之桥，为社会建育人之桥
- 学校未来发展目标是：创建国内一流、有特色的、能提供优质本科教育资源的多科性应用技术型大学

## 历史
- 2000年4月，由上海建桥（集团）有限公司出资举办。
- 2001年4月，学校获批为上海建桥职业技术学院，主要从事专科层次的高等职业教育。
- 2003年，学校被列为上海市11所示范性高职院校建设单位之一。
- 2005年9月，经上海市人民政府批准、国家教育部备案，同意在上海建桥职业技术学院的基础上建立上海建桥学院，学校成为以本科层次教育为主的全日制普通高等学校。
- 2010年7月，学校获得学士学位授予权。
- 2013年5月，临港新校区建设指挥部与港城集团签署了土地交接协议。
- 2015年9月，上海建桥学院整体搬迁至临港新校区
- 2020年1月16日，上海建桥教育集团于香港港交所上市
- 2020年10月13日，上海建桥学院有限责任公司获得仅限用于现有学校办理过渡手续的《办学许可证》

## 院系设置
- 商学院（页面存档备份，存于）

专业分布
| 管理科学与工程系 | 旅游管理系 | 应用经济系     | 工商管理系                                       |
| ---------------- | ---------- | -------------- | ------------------------------------------------ |
| 工程管理         | 旅游管理   | 金融工程       | 会计学（含普会、企业会计师IBA、注册会计师CPA等） |
| /                | /          | 国际经济与贸易 | 电子商务                                         |
| /                | /          | /              | 工商管理                                         |
| /                | /          | /              | 物流管理                                         |

- 机电学院（页面存档备份，存于）

专业分布
| 机械工程系             | 电子工程系       | 汽车工程系   |
| ---------------------- | ---------------- | ------------ |
| 机械设计制造及其自动化 | 微电子科学与工程 | 汽车服务工程 |
| /                      | 电子科学与技术   | /            |

- 新闻传播学院（页面存档备份，存于）

专业分布
| 新闻学系     | 广告学系 | 传播学系           | 秘书学系 |
| ------------ | -------- | ------------------ | -------- |
| 新闻学       | 广告学   | 传播学（围棋）     | 秘书学   |
| 网络与新媒体 | /        | 传播学（传播艺术） | /        |

- 信息技术学院（页面存档备份，存于）

专业分布
| 计算机科学与技术 | 网络工程         | 数字媒体技术       | 软件工程    | 物联网工程 | 人工智能（筹备中） |
| ---------------- | ---------------- | ------------------ | ----------- | ---------- | ------------------ |
| 智能机器人应用   | 网络移动通信     | 虚拟现实与交互技术 | 移动互联网+ | 工业互联网 | /                  |
| 云计算应用       | 中外合作（日语） | 中外合作（英语）   | /           | /          | /                  |
| 中外合作（英语） | 软件服务外包方向 | /                  | /           |            |                    |

- 外国语学院（页面存档备份，存于）

专业分布
| 英语系 | 日语系 | 德语系 |
| ------ | ------ | ------ |

- 艺术设计学院（页面存档备份，存于）

专业分布
| 视觉传达设计系       | 环境设计系 | 数字媒体艺术系                        | 产品设计系             |
| -------------------- | ---------- | ------------------------------------- | ---------------------- |
| 视觉传达设计         | 环境设计   | 数字媒体艺术（动画设计）“3+2”中日交流 | 艺术与科技（文创设计） |
| 数字媒体技术（设计） | /          | 数字媒体艺术（电子竞技／数字娱乐）    | /                      |

- 珠宝学院（页面存档备份，存于）

专业分布
| 宝石及材料工艺学系 | 产品设计系   | 奢侈品管理系          |
| ------------------ | ------------ | --------------------- |
| 珠宝商务           | 珠宝首饰设计 | 工商管理 (奢侈品管理) |

- 职业技术学院（页面存档备份，存于）

专业分布
| 护理系         | 航空服务系               | 商贸系                     | 应用外语系           | 机电系                       |
| -------------- | ------------------------ | -------------------------- | -------------------- | ---------------------------- |
| 护理           | 空中乘务（含航空服务方向 | 旅游管理                   | 商务日语（电子商务） | 计算机应用技术（日语）       |
| 护理学（本科） | /                        | 物流管理                   | 商务英语             | 机电一体化（电梯运行与维护） |
| /              | /                        | 工商企业管理（百丽合作班） | /                    | 机电一体化（数控加工技术）   |
| /              | /                        | 国际商务                   | /                    | /                            |

- 学前教育系（筹备中的教育学院）（页面存档备份，存于）

## 教研成果（市级）
- 2009年10月 民办高校高素质技能型人才培养的创新与实践（二等奖）
- 2009年10月 提高高职计算机网络专业学生职业能力的研究和实践（三等奖）
- 2009年10月 校企合作层层递进螺旋式培养国际货物贸易应用能力的研究与实践（一等奖）
- 2013年12月 计算机类专业高技能人才培养模式的创新与实践（二等奖）
- 2013年12月 大学计算机课程一体化建设和服务共享（二等奖）

## 精品课程（市级）
- 2005年	网络营销
- 2007年	美术创意基础
- 2007年	Net程序设计
- 2008年	国际贸易实务
- 2008年	计算机网络技术
- 2009年	互联网及其应用
- 2011年	新闻编辑学
- 2011年	工程制图与CAD
- 2016年	互换性与测量技术
- 2016年	人力资源管理
- 2017年	计算机网络原理

## 校园设施(康桥校区)
- 教学楼
  - 一号楼 信息技术学院
  - 二号楼 机电学院
  - 三号楼 新闻传播学院
  - 四号楼 外国语学院
  - 五号楼 护理系
  - 六号楼 信息图文中心（图书馆）
  - 七号楼 实验实训中心
  - 八号楼 商学院
  - 九号楼 艺术设计学院
  - 综合大楼 行政楼

- 寝室楼
  - 第一批寝室建筑
    - A 直排 长走廊 南北间（4床位/间） 6层（其中6楼没有朝北间） 独立卫浴 电热水器 空调为后来加装
    - B 直排 长走廊 南北间（4床位/间） 6层（其中6楼没有朝北间） 独立卫浴 电热水器 空调为后来加装
    - C 直排 长走廊 南北间（4床位/间） 6层（其中6楼没有朝北间） 独立卫浴 电热水器 空调为后来加装 寝室区管理办

  - 第二批寝室建筑
    - D 普通公寓型 一梯两厅（3-4间/厅）（4床位/间） 6层 厅内合用卫浴 室外型天然气热水器 空调 电表共用 曾作为教师楼 医务室
    - E 普通公寓型 一梯两厅（3-4间/厅）（4床位/间） 6层 厅内合用卫浴 室外型天然气热水器 空调
    - F 普通公寓型 一梯两厅（3-4间/厅）（4床位/间） 6层 厅内合用卫浴 室外型天然气热水器 空调 毗邻环南二大道噪音非常的强悍

  - 第三批寝室建筑
    - G
    - H
    - I
- 其他
  - 第一学生食堂
  - 第二学生食堂
  - 第三学生食堂
  - 第四学生食堂
  - 教工餐厅
  - 桃源餐厅 三楼北侧是团委、学生会的多功能活动厅

## 校园设施(临港校区)
- 行政事务类本部大楼A
  - A-1 图书馆、行政事务中心（北区4楼）、档案室、24h自修室、雷锋馆
  - A-2 大礼堂
  - A-3 学生事务中心
  - A-4 体育馆

未来筹备图书馆南侧建设钟楼地标
- 学院楼B
  - B-1 职业技术学院
  - B-2 新闻传播学院、马克思主义学院
  - B-3 艺术实训楼
  - B-4 艺术设计学院
  - B-5 机电学院
  - B-6 计算中心
  - B-7 信息技术学院
  - B-8 商学院
  - B-9 外国语学院
  - B-10 工程训练中心
  - B-11 珠宝学院
  - B-12 教育学院（筹备中）

- 教学楼C
  - C-1 第一教学大楼
  - C-2 第二教学大楼
  - C-3 第三教学大楼
  - C-4 第四教学大楼

- 宿舍楼南区D
  - D-10 南一宿舍（男生宿舍） 直排 长走廊 南北间（4床位/间） 6层 公共卫浴 电热水器 空调
  - D-11 南二宿舍（男生宿舍） 直排 长走廊 南北间（4床位/间） 6层 公共卫浴 电热水器 空调
  - D-12 南三宿舍（男生宿舍） 直排 长走廊 南北间（4床位/间） 6层 公共卫浴 电热水器 空调
  - D-13 南四宿舍（男生宿舍） 直排 长走廊 南北间（4床位/间） 6层 公共卫浴 电热水器 空调
  - D-14 南五宿舍（男生宿舍） 直排 长走廊 南北间（4床位/间） 6层 公共卫浴 电热水器 空调
  - D-15 南六宿舍（男生宿舍） 直排 长走廊 南北间（4床位/间） 6层 公共卫浴 电热水器 空调
  - D-16 南七宿舍（男生宿舍） 直排 长走廊 南北间（4床位/间） 6层 公共卫浴 电热水器 空调
  - D-17 南八宿舍（男生宿舍） 直排 长走廊 南北间（4床位/间） 6层 公共卫浴 电热水器 空调
  - D-18 南九宿舍（男生宿舍） 直排 长走廊 南北间（4床位/间） 12层 独立卫浴 电热水器 空调
  - D-19 南十宿舍（女生宿舍） 直排 长走廊 南北间（4床位/间） 12层 独立卫浴 电热水器 空调
  - D-20 南十一宿舍（男生宿舍） 直排 长走廊 南北间（4床位/间） 12层 独立卫浴 电热水器 空调
  - D-21 南十二宿舍（女生宿舍） 直排 长走廊 南北间（4床位/间） 12层 独立卫浴 电热水器 空调
  - D-24 南十三宿舍（男生宿舍） 直排 长走廊 南北间（4床位/间） 12层 独立卫浴 电热水器 空调

- 宿舍楼北区D
  - D-6 北一宿舍（女生宿舍） 直排 长走廊 南北间（4床位/间） 12层 独立卫浴 电热水器 空调
  - D-7 北二宿舍（女生宿舍） 直排 长走廊 南北间（4床位/间） 12层 独立卫浴 电热水器 空调
  - D-8 北三宿舍（女生宿舍） 直排 长走廊 南北间（4床位/间） 12层 独立卫浴 电热水器 空调
  - D-9 北四宿舍（女生宿舍） 直排 长走廊 南北间（4床位/间） 12层 独立卫浴 电热水器 空调
  - D-22 教师公寓、国际学生公寓 直排 长走廊 南北间（4床位/间） 6层 公共卫浴 电热水器 空调
  - D-23 学生公寓（仅限寒暑假留宿人员和接待外校来访人员留宿，需付费）直排 长走廊 南北间（4床位/间） 6层 公共卫浴 电热水器 空调
  - D-24 北五宿舍（男生宿舍） 直排 长走廊 南北间（4床位/间） 15层 独立卫浴 电热水器 空调
  - D-25 北六宿舍（女生宿舍） 直排 长走廊 南北间（4床位/间） 15层 独立卫浴 电热水器 空调

D-24、D-25为高端宿舍，一年宿舍费暂定为5800一学年，其余为普通宿舍，暂停为3600一学年
- 配套设施
  - 医务室（南区）
  - 快递中心（南区）
  - 游泳馆（西区）
  - 健身房（西区）
  - 体育场（兼足球场、网球场、羽毛球场、篮球场功能）（西区）
  - D-3 南食堂
  - D-4 南商业街
  - D-1 北食堂
  - D-2 北商业街

## 历届校长
- 黄清云 2000年4月 - 2010年9月
- 江建明 2010年10月 - 2013年10月
- 潘迎捷 2013年10月 - 2017年9月
- 朱瑞庭 2017年9月 - 至今